# Andreevca, Stînga Nistrului
Andreevca este satul de reședință al comunei cu același nume din Unitățile administrativ-teritoriale din Stînga Nistrului, Republica Moldova, controlat de așa-numită „Republică Moldovenească Nistreană”. 